# 서현우
서현우(1983년 11월 20일 ~ )는 대한민국의 배우이다.

## 학력
- 한일고등학교
- 한국예술종합학교 연극원 연기과 학사

## 출연작

### 영화
- 《84제곱미터》 (2025년) - 영진호 역
- 《브로큰》 (2025년) - 손 형사 역
- 《탈주》 (2024년) - 차 소좌 역
- 《로기완》 (2024년) - 은철 역
- 《마루이 비디오》 (2023년) - 김피디 역
- 《유령》 (2023년) - 천은호 역
- 《세이레》 (2022년) - 우진 역
- 《정직한 후보 2》 (2022년) - 조태주 역
- 《모럴센스》 (2022년) - 황팀장 역
- 《썬더버드》 (2022년) - 태균 역
- 《유체이탈자》 (2021년) - 백 상사 역
- 《괴기맨숀》 (2021년) - 중개인 역
- 《혼자 사는 사람들》 (2021년) - 성훈 역
- 《라이브하드》 (2021년) - 프로듀서 역
- 《새해전야》 (2021년) - 효영 전 남편 역
- 《이주선》 (2020년, 단편영화)
- 《그녀를 지우는 시간》 (2020년)
- 《테우리》 (2020년) - 짱구 역
- 《국도극장》 (2020년) - 상진 역
- 《남산의 부장들》 (2020년) - 전두혁 역
- 《해치지않아》 (2020년) - 오 비서 역
- 《영화로운 나날》 (2019년) - 종필 역
- 《나를 찾아줘》 (2019년) - 김 순경 역
- 《보희와 녹양》 (2019년) - 성욱 역
- 《배심원들》 (2019년) - 강두식 역
- 《뷰티풀 데이즈》 (2018년) - 엄마 애인 역
- 《종말의 주행자》 (2018년) - 동식 역
- 《죄 많은 소녀》 (2018년) - 담임 선생님 역
- 《너와 극장에서》 (2018년) - 정우 역
- 《독전》 (2018년) - 이정일 역
- 《호랑이보다 무서운 겨울손님》 (2018년) - 부정 역
- 《7년의 밤》 (2018년) - 이 형사 역
- 《사라진 밤》 (2018년) - 동구 역
- 《1급기밀》 (2018년) - 차우진 역
- 《백천》 (2017년) - 백천 역
- 《커피 느와르: 블랙 브라운》 (2017년) - 승규 역
- 《1987》 (2017년) - 이 검사 역
- 《침묵》 (2017년) - 태국지사장 역
- 《택시운전사》 (2017년) - 보안사 1 역
- 《지하의 남자》 (2016년) - 병기 역
- 《티치 미》 (2016년) - 성훈 역
- 《죽여주는 여자》 (2016년) - 의사 역
- 《터널》 (2016년) - SNC 동료기자 역
- 《히야》 (2016년) - 김용만 역
- 《무수단》 (2016년) - 이현석 중위 역
- 《병구》 (2015년) - 병구 역
- 《그놈이다》 (2015년) - 두수 역
- 《성난 변호사》 (2015년) - 부하직원 역
- 《베테랑》 (2015년) - 최상무 수행원 역 (첫 천만영화)
- 《잭보이》 (2014년) - 동철 역
- 《맨홀》 (2014년) - 남순경 역
- 《우는 남자》 (2014년) - 금융범죄 특별수사팀 2 역
- 《끝까지 간다》 (2014년) - 오함마 감찰반원 역
- 《소녀》 (2013년) - 수학선생님 역
- 《모텔 아쿠아리움》 (2013년) - 기철 역
- 《용의자》 (2013년) - RA(Research Agent) 역
- 《소원》 (2013년) - 구급요원 역
- 《관상》 (2013년) - 진무 역
- 《간첩》 (2012년) - 안가 모니터 팀장 요원 역
- 《러브픽션》 (2012년) - 의규 역
- 《고지전》 (2011년) - 춘천 인민군 2 역
- 《화이트: 저주의 멜로디》 (2011년) - 200회 뮤직피버 FD 역

### 드라마
- 《로또 1등도 출근합니다》 (2026년, TVING) - 양준호 역
- 《착한 여자 부세미!》 (2025년, ENA) - 이돈 역
- 《우리 영화》 (2025년, SBS) - 부승원 역
- 《열혈사제 2》 (2024년, SBS) - 남두헌 역
- 《강력하진 않지만 매력적인 강력반》 (2024년, Disney+) - 정정환 역
- 《삼식이 삼촌》 (2024년, Disney+) - 정한민 역
- 《킬러들의 쇼핑몰》(2024년, Disney+) - 이성조 역
- 《셀러브리티》(2023년, Netflix) - 장현수 역
- 《박하경 여행기》(2023년, Wavve) - 소설가 역
- 《연예인 매니저로 살아남기》(2022년, tvN) - 김중돈 역
- 《아다마스》(2022년, tvN) - 권현조 역
- 《시네마틱드라마 SF8-만신》(2020년, MBC) - 김인홍 역
- 《악의 꽃》 (2020년, tvN) - 김무진 역
- 《모두의 거짓말》 (2019년, OCN) - 인동구 역
- 《시간》 (2018년, MBC) - 천수철 역
- 《나의 아저씨》 (2018년, tvN) - 송과장 역
- 《드라마 스테이지 - 문집》 (2018년, tvN) - 민철 역
- 《굿 와이프》 (2016년, tvN) - 백민혁 역
- 《대박》 (2016년, SBS) - 박필현 역
- 《미세스 캅 2》 (2016년, SBS) - 강신호 검사 역
- 《폭풍의 여자》 (2015년, MBC) - 피터 윤 역[2]
- 《KBS 드라마 스페셜 - 마귀 - 파발, 지옥을 달리다》 (2013년, KBS2) - 호위무사 역

### 웹예능
- 《나영석의 와글와글》 (2024년. 유튜브) - 게스트

## 수상
- 2010년 제9회 오프대학로 페스티벌 연기상
- 2022년 제26회 부천국제판타스틱영화제 코리안 판타스틱:장편 배우상
- 2023년 제21회 디렉터스컷 어워즈 올해의 새로운 남자배우상 헤어질 결심
- 2024년 SBS 연기대상 시즌제 드라마 부문 남자 조연상